# Fairphone 1

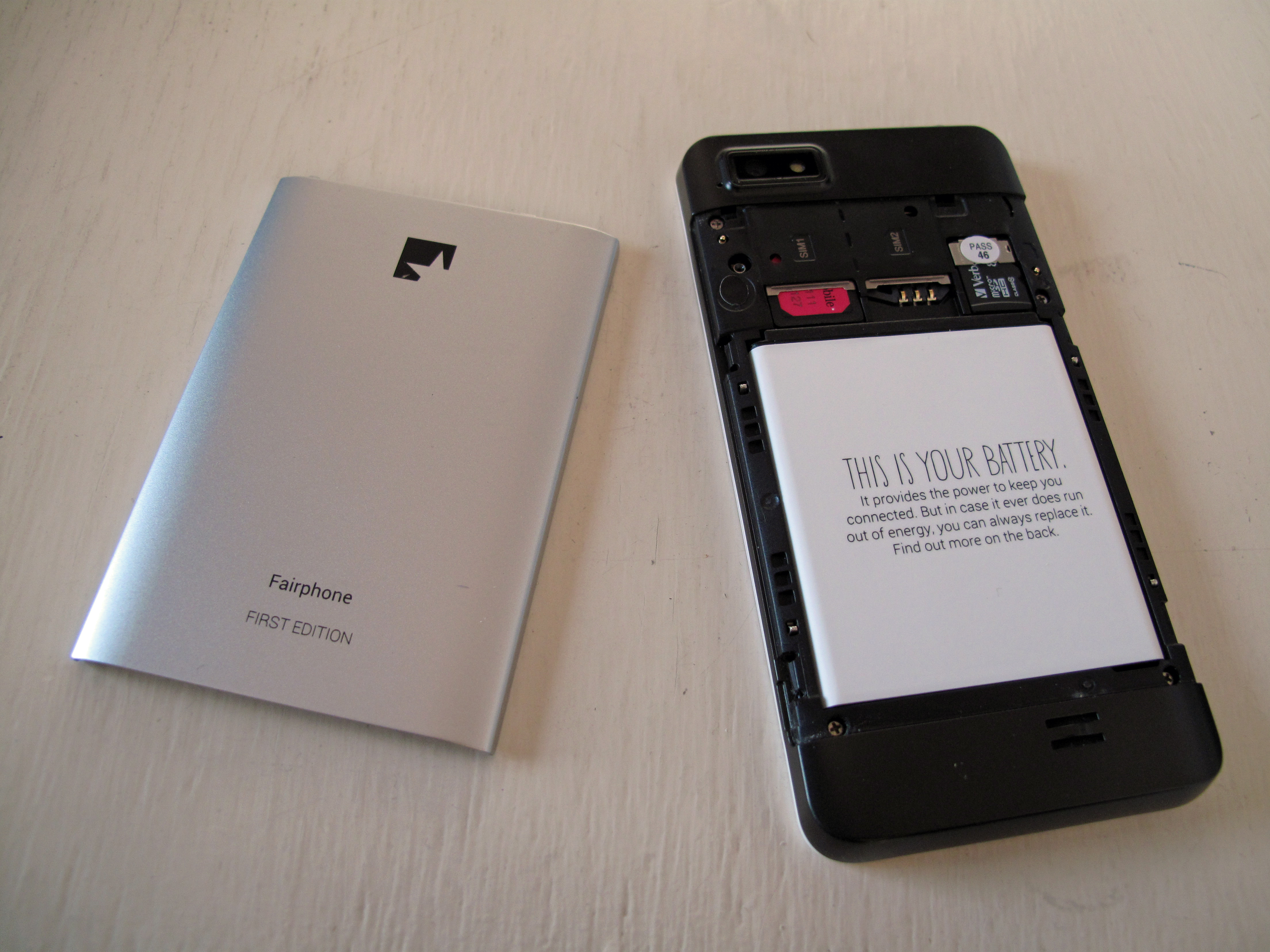
Fairphone 1 con la tapa trasera quitada. Se pueden ver la batería extraíble, las dos ranuras de SIM y la ranura para la tarjeta SDHC.

El Fairphone 1 es un teléfono inteligente diseñado y fabricado por Fairphone. Se lanzó con Android 4.2.2, con una capa propia de personalización llamada Fairphone OS. Fue el primer teléfono  de la empresa social Fairphone. Se presentó el 14 de mayo de 2013 y empezó a enviarse en diciembre de 2013. Se produjeron y enviaron 60.000 unidades en total.

## 2013: primer lote de producción
El proyecto recaudó el dinero necesario para el primer lote de 5.000 teléfonos mediante reservas el 5 de junio de 2013. Las primeras 25.000 unidades se vendieron en su totalidad el 13 de noviembre de 2013, casi un mes antes de la fecha estimada de lanzamiento a mediados de diciembre.

## 2014: segundo lote de producción
- El 21 de mayo de 2014 se puso a la venta una segunda producción de 35.000 unidades.[5]
- En julio de 2014, la plataforma de impresión 3D Hubs y Fairphone se asociaron para ofrecer carcasas impresas en 3D producidas localmente.[6]
- El último lote de móviles de la segunda producción se vendió en febrero de 2015. No se produjeron más Fairphone 1 porque la empresa se centró en el desarrollo de su sucesor, el Fairphone 2.[7]

## Sistemas operativos alternativos
En noviembre de 2013, uno de los desarrolladores de Replicant escribió un artículo en el blog de Replicant en el que decía que «será posible hacer funcionar Replicant en el Fairphone y los bootloaders (que no son parte del sistema operativo) incluso podrían ser software libre. Fairphone se muestra "definitivamente interesado" en […] ayudar a que Replicant corra en el dispositivo».
En agosto de 2014, una compilación no oficial de CyanogenMod 11 (Android 4.4 KitKat) por Christian Hoffmann se publicó en el foro de desarrolladores XDA Developers. 

## Actualizaciones del sistema operativo
En diciembre de 2014, Fairphone admitió haber fallado en convencer al fabricante de chipsets MediaTek para liberar el código fuente de la primera generación de teléfonos de Fairphone. En septiembre de 2015, Fairphone liberó una actualización de seguridad señalando que habían conseguido acceso al código fuente de MediaTek.
Una actualización a Android 4.4 KitKat se anunció para 2016.